# نالژووسکه هوری
نالژووسکه هوری (به چکی: Nalžovské Hory) یک منطقهٔ مسکونی و شهرستان دارای شهرک سابقاً روستا در جمهوری چک است که در ناحیه کلاتووی واقع شده‌است. نالژووسکه هوری ۵۱٫۲۸ کیلومتر مربع مساحت و ۱٬۲۳۷ نفر جمعیت دارد و ۴۹۴ متر بالاتر از سطح دریا واقع شده‌است.